# (575) Renate
(575) Renate ist ein Asteroid des Hauptgürtels, der am 19. September 1905 von Max Wolf entdeckt wurde.
Die Namensherkunft ist unklar.

## Trivia
Der Name des Asteroiden wurde 1945 verwendet für die Taufe des US-amerikanischen Angriffsfrachtschiffs (Attack Cargo Ship) der Artemis-Klasse USS Renate (AKA-36).